# Lac-Moncouche
Lac-Moncouche est un territoire non organisé situé dans la municipalité régionale de comté de Lac-Saint-Jean-Est, dans la région administrative du Saguenay–Lac-Saint-Jean, au Québec.

## Géographie
Il couvre une superficie de 264,90 km2.
La rivière Métabetchouane délimite l'ouest du territoire en coulant vers le nord.
La rivière Moncouche en traverse l'ouest du sud vers le nord-est.
La rivière aux Écorces en traverse le centre vers le nord.
La rivière aux Canots en traverse l'est en coulant vers le nord-ouest jusqu'à sa confluence rive droite avec la rivière aux Écorces.
La rivière Apica traverse la pointe sud-est vers le nord-est.

## Histoire
Son nom a été officialisé le 13 mars 1986.

## Démographie
Statistique Canada ne répertorie aucune population sur le territoire dans les derniers recensements.